# Панков Василь Євдокимович
Василь Євдокимович Панков (1918, село Темрюк, тепер Нікольського району Донецької області — ?) — український радянський партійний діяч, 2-й секретар Донецького сільського обкому КПУ.

## Біографія
Народився в селянській родині. З 1939 року — на Військово-морському флоті СРСР.
Член ВКП(б) з 1941 року.
З 1941 року — учасник німецько-радянської війни. У 1941 році служив політичним керівником зведеної батареї гарнізону на півострові Ханко, а також командиром трофейного фінського катеру. Потім був командиром санітарної роти 38-го інфекційного військово-морського госпіталю Кронштадтського морського оборонного району Червонопрапорного Балтійського флоту, помічником начальника штабу місцевої протиповітряної оборони (ППО). У 1945 році служив старшиною штабної команди штабу Кронштадтського морського оборонного району.
Після демобілізації — на радянській та партійній роботі в Сталінській області.
На 1950 рік — голова виконавчого комітету Старобешівської районної ради депутатів трудящих Сталінської області.
Після 1952 до вересня 1961 року — 1-й секретар Амвросіївського районного комітету КПУ Сталінської області.
14 вересня 1961 — січень 1963 р. — секретар Донецького обласного комітету КПУ.
У січні 1963 — грудні 1964 р. — 2-й секретар Донецького сільського обласного комітету КПУ.
З 1964 року — директор Південно-Донецького спеціалізованого тресту овоче-молочних радгоспів.
Потім — на пенсії у місті Донецьку.

## Звання
- мічман

## Нагороди
- орден Леніна (26.02.1958)
- орден Вітчизняної війни ІІ-го ст. (6.04.1985)
- медалі